# Mártires de Lyon

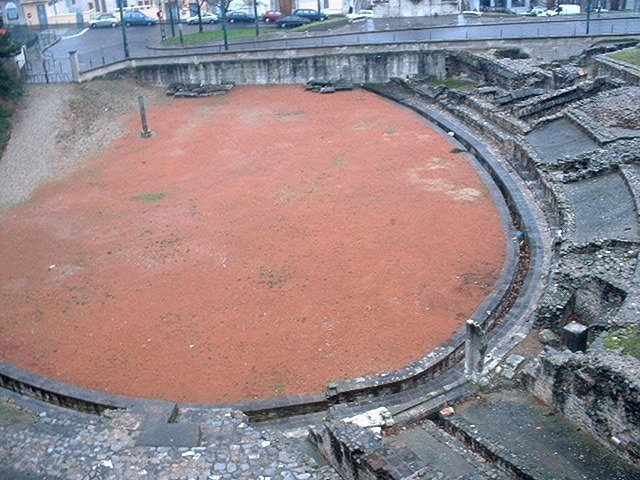
Anfiteatro de las Tres Galias, en Lyon. El poste en la arena es un monumento a las personas asesinadas durante esta persecución.

Mártires de Lyon, persecución de Lyon o mártires de Lyon y Viena fue una conocida persecución de cristianos que se produjo en el año 177 en Lugdunum, Galia romana (actual Lyon, Francia), durante el reinado de Marco Aurelio (161-180). 
Esta persecución es relatada en una carta conservada en la Historia Eclesiástica de Eusebio de Cesarea, libro 5, capítulo 1. Esta carta constituye el documento más antiguo de la presencia del cristianismo en la Galia. Gregorio de Tours también describe esta persecución en De Gloria martyrum.

## Antecedentes
Lugdunum era una importante ciudad romana de la Galia que había sido fundada a orillas del río Ródano en 43 a. C. por Lucio Munacio Planco, y fue la capital de la provincia romana de Gallia Lugdunensis. El emperador Claudio nació en Lugdunum. La primera comunidad cristiana conocida establecida en Lugdunum en algún momento del siglo II estaba dirigida por un obispo llamado Potino de Asia Menor.
Durante los dos primeros siglos de la era cristiana, los funcionarios romanos locales fueron los principales responsables de las persecuciones a los cristianos. En el siglo II, los césares se contentaron en gran medida con tratar el cristianismo como un problema local y dejar que sus subordinados lo resolvieran. Hasta el reinado del emperador Decio (249-251) la persecución fue local y esporádica. Para los gobernadores romanos, ser cristiano era en sí mismo un acto subversivo, porque implicaba una negativa a sacrificar a los dioses de Roma, incluyendo a los emperadores deificados.

## Relato de la persecución

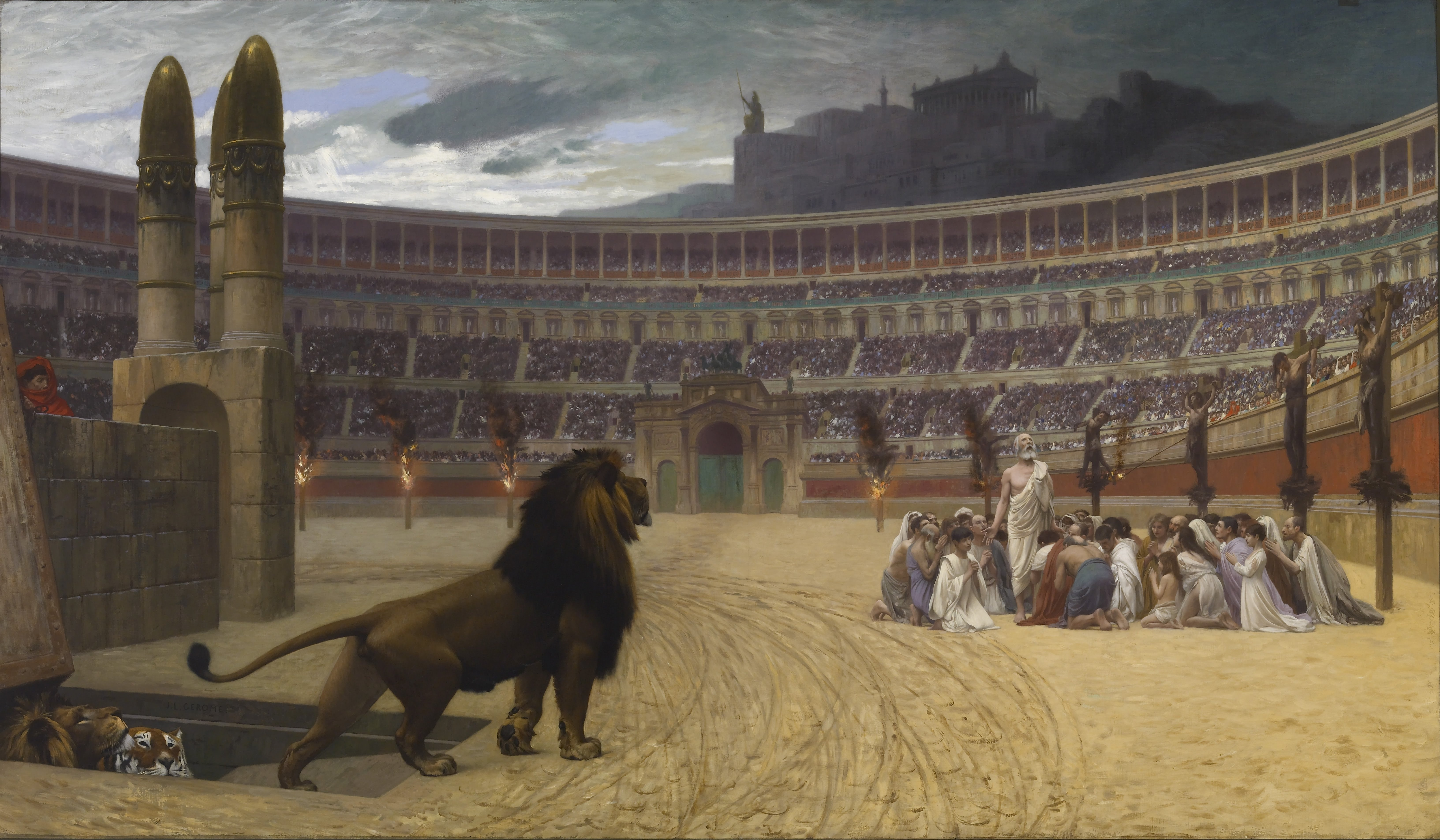
La última oración de los mártires cristianos en el anfiteatro de Lyon, Jean-Léon Gérôme, 1883.

Hacia 177, varios de los cristianos de la zona de Viena (actual Vienne) y Lyon eran griegos de Asia. Antes del estallido final de la violencia, a los cristianos se les prohibía la entrada al mercado, al foro, los baños o aparecer en cualquier lugar público. Si, dado el caso, aparecían en público, se burlaban de ellos, los golpeaban o les robaban. Las casas de los cristianos eran vandalizadas. (Hist. Eccl., 5.1.5,7). Los mártires de Lyon fueron acusados de 'banquetes tiesteos y coitos edipeos', una referencia al canibalismo y al incesto.
La situación era comprometida para los cristianos y las fuentes no indican cuánto duró todo, pero finalmente, las autoridades apresaron a los cristianos y los interrogaron en el foro frente al populacho. Luego fueron encarcelados hasta la llegada del gobernador.
Según Eusebio de Cesarea en su Historia eclesiástica (5.4), cuando todavía era presbítero, San Ireneo fue enviado con una carta de miembros de la Iglesia de Lyon en espera de martirio, a Eleuterio, obispo de Roma.
Cuando el gobernador llegó a Lugdunum, para no atraerse las iras del pueblo, volvió a interrogarlos frente al populacho, transformó la persecución popular en un juicio, sin seguir los procedimientos, maltratándolos hasta tal punto que Vettius Epagathus, cristiano y hombre de alto nivel social, pidió permiso para testificar en nombre de los acusados. Esta solicitud fue rechazada y, además, el gobernador le arrestó cuando confesó ser cristiano (Hist. Eccl., 5.1.9-10).
Estos cristianos soportaron las torturas mientras las autoridades continuaban aprehendiendo a otros. Dos de sus sirvientes paganos fueron también apresados y, temiendo la tortura, acusaron falsamente a los cristianos de incesto y canibalismo (Hist. Eccl., 5.1.12-13). Siguió la tortura de los cristianos cautivos por diversos medios. Al final, todos fueron torturados hasta morir. Algunos de ellos se retractaron pero luego regresaron a la fe (Hist. Ecl., 5.1.45-46).

## Muertos

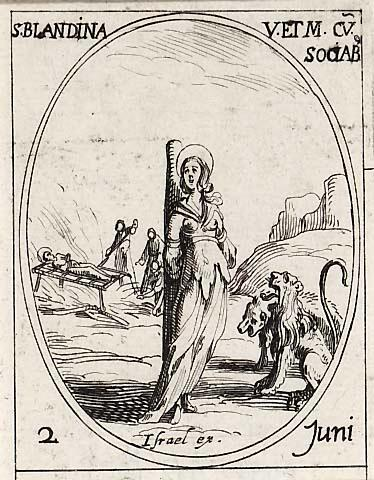
Blandina, torturada y muerta en martirio.

Hubo 48 víctimas en Lugdunum, la mitad de ellas eran de origen griego, la otra mitad, galorromana. El anciano Potino, con más de 90 años, primer obispo de Lugdunum, fue golpeado y azotado, y murió poco después en prisión.
Blandina, una esclava, fue sometida a una tortura extrema. En el anfiteatro fue expuesta, colgada de un madero, para ser alimento de las bestias que soltaron sobre ella. Como ninguna de las bestias en ese momento le hizo nada, la llevaron nuevamente a prisión, antes de ser colocada en una red y arrojada a la arena con un toro bravo que la lanceó con fuerza.
También fueron martirizados en ese momento, entre otros, Alcibíades, que sólo se alimentaba de pan y agua, Atalo, Epipodio y Alejandro, Maturo, Póntico, un muchacho de quince años, y Sancto, un diácono de Vienne (Viena).

## Monumentos dedicados a los mártires de Lyon
Este episodio se ha considerado como el principal de la fundación del cristianismo en la Galia. El monumento más antiguo dedicado a los mártires de Lyon es la basílica de Saint-Martin d'Ainay, una iglesia románica de principios del siglo XII, que tiene una capilla dedicada a Santa Blandina, construida sobre una cripta más antigua. Esta capilla, que se convirtió en sacristía, fue restaurada en 1844.
Durante el siglo XVII, se creyó haber identificado la prisión de Potino bajo el antiguo hospital de l'Antiquaille. A pesar de esta identificación errónea, se creó una cripta cercana en 1893 decorada con mosaicos que conmemoran a los mártires del 177.
En Lyon existen otras iglesias dedicadas a los mártires y santos de la ciudad y se erigió un poste en el anfiteatro de las Tres Galias, donde se evoca el martirio de Blandina.